# قوارب جبلية
قوارب جبلية هي رواية للقاص والروائي اليمني وجدي الأهدل أثارت الكثير من اللغط بعد صدورها لما أعتبرته وزارة الثقافية اليمنية حينها مضامين مسيئة لعادات وتقاليد المجتمع اليمني . رفعت وزارة الثقافة اليمنية دعوى قضائية في العام 2002 ضد كاتب الرواية ، وتعرض الكاتب لحملة تشويه وتهديد واسعة اضطر على إثرها لمغادرة اليمن واللجوء إلى العاصمة السورية دمشق، فيما تم إغلاق مركز عبادي للدراسات والنشر في صنعاء وإلقاء القبض على رئيس لجنة النشر في نادي القصة اليمني صالح البيضاني بتهمة تسهيل وطبع وتوزيع رواية منافية للأخلاق والقيم ، ودافع وزير الثقافة اليمني في ذلك الحين عبد الوهاب الروحاني عن الاجراءات التي اتخذتها وزارته بمصادرة الرواية، واغلاق دار النشر التي قامت بنشرها، مؤكدا ان الوزارة تعمل وفقا لسياسة ثقافية معنية بحماية قيم واخلاقيات المجتمع.
استمرت محاكمة كاتب الرواية غيابيا ووضع إسمه على قائمة الممنوعين من السفر على الرغم من وجوده خارج البلاد، فيما استمرت محاكمة مدير مركز عبادي للدراسات والنشر نبيل عبادي ورئيس لجنة النشر في نادي القصة اليمني حتى قام الأديب العالمي الحائز على جائزة نوبل في الآداب غونتر غراس بزيارة لليمن في ديسمبر من العام 2002 وطلب من الرئيس اليمني حينها علي عبد الله صالح التوجيه بإغلاق ملف القضية والسماح للروائي بالعودة إلى وطنه وهو ماتم بالفعل .
حظيت الرواية بمتابعة واسعة من القراء والنقاد ، و كانت الأكثر مبيعا في معرض القاهرة الدولي للكتاب في العام 2003
، كما ترجمت إلى اللغة الفرنسية في وقت لاحق .

## من نبذة ناشر الرواية
.